# Trương Tuệ Văn
Trương Tuệ Văn hay Trương Huệ Văn (tiếng Trung: 张慧雯, sinh ngày 13 tháng 9 năm 1993) là một nữ diễn viên người Trung Quốc, cô nổi tiếng nhờ vào vai diễn Đan Đan trong phim điện ảnh Trở về của đạo diễn Trương Nghệ Mưu, trở thành Mưu nữ lang mới và chính thức bước vào giới giải trí.

## Tiểu sử
Trương Tuệ Văn tốt nghiệp chuyên ngành Múa dân gian tại Học viện Múa Bắc Kinh năm 2014, sau khi theo học 4 năm.
Khi còn là sinh viên, cô lọt vào mắt xanh của đạo diễn Trương Nghệ Mưu, người đã chọn cô đóng một vai trong phim Trở về do Củng Lợi đóng chính.

## Phim

### Phim điện ảnh
| Năm  | Tựa đề                                | Tên tiếng Trung  | Vai          | Chú thích |
| ---- | ------------------------------------- | ---------------- | ------------ | --------- |
| 2014 | Trở về                                | 归来             | Đan Đan      | Vai phụ   |
| 2015 | Cây dành dành nở hoa                  | 栀子花开         | Ngôn Hề      | Vai chính |
| 2016 | Sứ đồ hành giả/ Sứ mệnh nội gián      | 使徒行者         | Tiểu Anh     | Vai phụ   |
| 2016 | Tiếng gọi tình yêu giữa lòng thế giới | 在世界中心呼唤爱 | Hạ Diệp      | Vai chính |
| 2017 | Đại trinh thám Hoắc Tang              | 大侦探霍桑       | Bạch Mẫu Đơn | Vai chính |
| 2021 | Overall Planning                      | 日不落酒店       | Thạch Nguyệt | Vai chính |

### Phim truyền hình
| Năm  | Tựa đề                          | Vai diễn                    | Bạn diễn                                                    | Vai trò   | Ghi chú           |
| ---- | ------------------------------- | --------------------------- | ----------------------------------------------------------- | --------- | ----------------- |
| 2017 | Lang Gia Bảng 2                 | Lâm Hề                      | Huỳnh Hiểu Minh, Lưu Hạo Nhiên                              | Vai phụ   |                   |
| 2020 | Mộ Bạch Thủ                     | Dung Họa                    | Nhậm Gia Luân                                               | Vai chính |                   |
| 2020 | Hữu Phỉ                         | Ngô Sở Sở                   | Triệu Lệ Dĩnh, Vương Nhất Bác                               | Vai phụ   |                   |
| 2021 | Lý Tưởng Chiếu Rọi Trung Quốc   | Liang Pei Ying [Guang Mang] |                                                             | Vai phụ   |                   |
| 2021 | Xin chào, Hỏa Diễm Lam          | Yến Lam                     | Cung Tuấn                                                   | Vai chính |                   |
| 2021 | Đương Gia Chủ Mẫu               |                             | Tưởng Cần Cần, Dương Dung                                   | Vai chính | Đóng máy năm 2020 |
| 2021 | Nhất Phiến Băng Tâm Tại Ngọc Hồ | Mạc Nghiên                  | Ngô Hi Trạch                                                | Vai chính | Đóng máy năm 2020 |
| 2022 | Hoan Lạc Tụng 3                 | Hà Mẫn Hồng                 | Giang Sơ Ảnh, Dương Thải Ngọc, Trương Giai Ninh, Lý Hạo Phi | Vai chính |                   |
| 2023 | Hoan Lạc Tụng 4                 | Hà Mẫn Hồng                 | Giang Sơ Ảnh, Dương Thải Ngọc, Trương Giai Ninh, Lý Hạo Phi | Vai chính |                   |
| 2024 | Hoan Lạc Tụng 5                 | Hà Mẫn Hồng                 | Giang Sơ Ảnh, Dương Thải Ngọc, Trương Giai Ninh, Lý Hạo Phi | Vai chính |                   |

## Giải thưởng

### Giải thưởng điện ảnh và truyền hình
| Năm  | Lễ trao giải                                 | Hạng mục                                      | Phim   | Kết quả   | Ghi chú |
| ---- | -------------------------------------------- | --------------------------------------------- | ------ | --------- | ------- |
| 2014 | Giải Kim Mã                                  | Màn trình diễn mới xuất sắc nhất              | Trở về | Đề cử     |         |
| 2014 | Diễn đàn phim điện ảnh thanh niên Trung Quốc | Nữ diễn viên mới xuất sắc nhất                | Trở về | Đoạt giải |         |
| 2014 | LHP quốc tế Macao                            | Diễn viên mới xuất sắc nhất                   | Trở về | Đoạt giải | [ 2 ]   |
| 2015 | Hoa Đỉnh                                     | Diễn viên mới xuất sắc nhất (Khu vực Đại lục) | Trở về | Đề cử     |         |
| 2015 | Liên hoan phim quốc tế Thượng Hải            | Nữ diễn viên xuất sắc nhất                    | Trở về | Đề cử     |         |
| 2015 | Liên hoan phim sinh viên Bắc Kinh            | Diễn viên mới xuất sắc nhất                   | Trở về | Đoạt giải | [ 3 ]   |
| 2015 | Giải thưởng truyền thông Trung Quốc          | Nữ diễn viên phụ xuất sắc nhất                | Trở về | Đề cử     |         |
| 2015 | Giải Kim Kê                                  | Nữ diễn viên phụ xuất sắc nhất                | Trở về | Đề cử     |         |

### Danh dự
| Năm  | Sự kiện/ Tổ chức            | Danh hiệu                                                  |
| ---- | --------------------------- | ---------------------------------------------------------- |
| 2014 | The Daily Telegraph         | Thời trang xuất sắc nhất tại LHP quốc tế Cannes lần thứ 67 |
| 2014 | Đêm thời trang YOKA 2014    | Người mẫu mới của năm                                      |
| 2015 | Thân báo điện ảnh thịnh yến | Lực lượng mới của năm                                      |